# Grive de Heine
Zoothera heinei
Espèce
Statut de conservation UICN

 LC  : Préoccupation mineure
La Grive de Heine (Zoothera heinei) est une espèce de passereaux de la famille des Turdidae.

## Nomenclature
Son nom commémore l'ornithologue allemand Ferdinand Heine (1809-1894).

## Répartition et sous-espèces
- Z. h. papuensis (Seebohm, 1881) : Papouasie-Nouvelle-Guinée ;
- Z. h. eichhorni (Rothschild & Hartert, 1924) : îles Mussau ;
- Z. h. choiseuli (Hartert, 1924) : Choiseul
- Z. h. heinei (Cabanis, 1851) : est de l'Australie

## Habitat
Elle vit dans les forêts tempérées et les forêts humides tropicales et subtropicales en plaine.